# Namdalsavisa
Namdalsavisa är en norsk tidning som ges ut i Nord-Trøndelag fylke. Huvudredaktionen ligger i Namsos men tidningen har journalister utplacerade i hela Namdalen, där tidningen har sitt huvudområdet. Tidningen ägs av norska A-pressen. Redaktör är Svein H. Karlsen.
Tidningen hette ursprungligen Namdal Arbeiderblad och var ett organ for Arbeiderpartiet men den bytte namn i mitten av 1990-talet.

## Upplaga
- 2006: 12 819
- 2007: 12 898